# Nowokajpanowo
Nowokajpanowo (ros. Новокайпаново – wieś (sieło) w Rosji, w Baszkortostanie, w rejonie tatyszlińskim. W 2010 liczyła 485 mieszkańców.